# Soul Kitchen (canción)
«Soul Kitchen» es una canción de The Doors de su álbum debut homónimo. El cantante Jim Morrison escribió la letra como un tributo al restaurante de comida soul Olivia's en Venice Beach, California. Debido a que a menudo se quedaba demasiado tarde, el personal tuvo que echarlo, por lo que las líneas «déjame dormir toda la noche, en tu cocina del alma».

## Composición
La canción se nota en la clave de A Major con el rango vocal de Jim Morrison que abarca desde E4 hasta A5. Al igual que otras canciones de su álbum debut, las notas del álbum enumeran a los compositores como The Doors; la organización de derechos de interpretación ASCAP muestra a los escritores como miembros individuales de Doors. 
A pesar del crédito de composición, fue escrito por Morrison durante el verano de 1965. Cuando la banda llegó a grabar la canción para su álbum debut homónimo, el músico de sesión Larry Knechtel se unió para tocar el bajo,aunque en una entrevista Robby Krieger dijo que tocaba el bajo con su piano eléctrico. guitarrista Robby Krieger ha declarado que el riff principal de la canción fue inspirado por el cantante de soul James Brown.

## Recepción crítica
Según el crítico de rock Greil Marcus, «Soul Kitchen» es la versión de «Gloria» de Van Morrison, una canción que The Doors a menudo versionan en sus primeros días. Marcus escribe: «Fue una escalera, no como con "Gloria" en imágenes, sino en la cadencia que las dos canciones compartían, se desaceleró tan fuertemente en "Soul Kitchen" que un sentido de deliberación, tan físico que era más cuerpo que pensamiento, se convirtió en el espíritu guía de la canción». 
En un artículo de 1967 en la revista Crawdaddy!, Paul Williams lo comparó con «Blowin' in the Wind» ya que ambas canciones tenían un mensaje, con el mensaje de «Soul Kitchen» siendo «Aprender a olvidar». Elogió la canción: «"The End" es genial escuchar cuando estás drogado (o en cualquier otro momento), pero "Soul Kitchen" te pondrá alto, lo cual es obviamente mucho más crudo y más importante». 
En una reseña del álbum AllMusic, Richie Unterberger elogió el «stomping rock» de la canción.
- Datos: Q7564250